# Pygophalangodus canalsi
Pygophalangodus canalsi is een hooiwagen uit de familie Gonyleptidae.